# 'Ain Ghazal
'Ain Ghazal (àrab: عين غزال, ʿAyn Ḡazāl) és un important jaciment arqueològic del Neolític situat a la perifèria de la ciutat d'Amman, Jordània.

## Introducció
El jaciment és a Amman, capital de Jordània, entre els barris de Tariq i Basman, a la perifèria urbana. Van descobrir-lo al 1974 durant la construcció de l'autopista que connecta Amman amb Zarqa. L'excavació començà al 1982. Malgrat el dany causat per l'expansió urbanística, una part considerable del jaciment es conservà i s'estudià durant la dècada del 1980 i 1990. Una de les troballes arqueològiques més notables isqué a la llum el 1983: era un gran pou de 2,5 m que contenia estàtues antropomòrfiques d'algeps. El jaciment fou inclòs en el World Monuments Watch 2004 per la World Monuments Fund, per l'amenaça del desenvolupament urbà en la conservació del lloc.
L'ocupació d'Ain Ghazal ('Font de la Gasela') comença en el Neolític preceràmic B mitjà (MPPNB en anglés) i inclou fases d'ocupació en el Neolític preceràmic B final (LPPNB), el Neolític preceràmic C (PPNC) i el Neolític ceràmic. La fase ocupacional més important és durant el MPPNB, que es divideix, al seu torn, en dues fases. La fase I comença al voltant del 10300 ae i acaba c. 9950 ae; mentre que la fase II acaba c. 9550 ae. Aquest jaciment és un dels principals exemples dels assentaments del Neolític preceràmic B, i especialment, del MPPNB, un període d'esplendor en què es consolida al Pròxim Orient la transició neolítica de grups de caçadors recol·lectors a camperols que vivien en grans poblats.
En la fase MPPNB d'Ain Ghazal es calcula una població de 259-1.349 individus amb una zona de 3,01-4,7 hectàrees. S'argumenta que al començament del MPPNB, 'Ain Ghazal tenia una grandària de 2 ha i assolí les 5 ha a la fi del MPPNB. En aquest moment, la població en devia ser de 600 a 750 persones o de 125 a 150 persones per ha. En l'època de més extensió, durant el LPPNB, a l'any 7000 ae, el lloc ocuparia de 10 a 15 ha d'extensió, i estaria habitat per c. 3.000 persones (molt més que la població de l'assentament contemporani de Jericó). Després del 6500 ae, però, s'observa una minva de l'àrea del poblat i una reducció dràstica de la població en sols unes poques generacions, probablement a causa de la degradació ambiental. Continuaria sent habitada després d'aquest període, ja dins del Neolític ceràmic, entre el 6400 ae i el 5000 ae.

## Localització i dimensions
'Ain Ghazal se situa en un context ecològic molt favorable a les comunitats neolítiques, en un lloc adjacent al riu Zarqa (Wadi Zarqa), el curs d'aigua més important de les terres altes jordanes. És a una altura de 720 m sobre el nivell del mar dins d'una zona de bosc mediterrani, amb desert d'estepa a l'est. El jaciment s'assenta en un terreny aterrassat al vessant d'una vall on es construïren cases rectangulars de tova que solien albergar una habitació principal quadrada i una avantsala més petita. Les parets estaven arrebossades amb fang a l'exterior i amb calç a dins, i s'enlluïen cada pocs anys.
Les dades paleoecològiques recuperades en les excavacions arqueològiques suggereixen que els terrenys circumdants eren coberts de boscos que oferien una àmplia varietat de recursos econòmics. Així mateix, a la rodalia hi havia terra arable que permetia l'expansió de l'agricultura, beneficiada també per un accés garantit a l'aigua gràcies al Zarqa. Aquestes variables són atípiques dels principals jaciments neolítics del Pròxim Orient, alguns dels quals estan situats en entorns marginals. Malgrat la seua aparent riquesa, però, l'àrea d'Ain Ghazal és sensible des del punt de vista climàtic i ambiental per la seua proximitat a la fluctuant frontera d'estepes i boscos que caracteritza aquesta zona durant tot l'holocé.

## Economia
Com altres assentaments del MPPNB, les evidències arqueològiques indiquen que els habitants d'Ain Ghazal conreaven cereals (ordi i espècies antigues de forment), llegums (pésols, faves i llentilles) i cigrons als terrenys adjacents al poblat. Les dades suggereixen que les lleguminoses, principalment llentilles i pésols, foren els cultius preferits. També s'ha recuperat un ampli conjunt de plantes silvestres comestibles. Les restes òssies d'animals suggereixen que ja pasturaven cabres i probablement ovelles i vaques. El caràcter domèstic d'aquests animals, però, segueix estant qüestionat per a aquest període. En el PPNB d'Ain Ghazal, les cabres eren una espècie important i s'usaven en un sentit domèstic, encara que no semblen haver-se desenvolupat encara les característiques morfològiques de les cabres domèstiques. Moltes de les falanges recuperades mostren patologies que suggereixen lligams. L'evidència zooarqueològica també assenyala que s'hi consumí una àmplia varietat d'espècies d'animals salvatges, i la caça degué seguir sent una activitat important al lloc. S'hi han identificat més de 50 tàxons, incloses gaseles, bòvids, èquids, porcs i mamífers més petits com la guineu o la llebre.

## Genètica
Les anàlisis d'ADN antic han servit per conèixer la composició de la població que habità 'Ain Ghazal. Els resultats assenyalen que la població del Neolític preceràmic B era composta sobretot per dues poblacions diferents: un grup descendent dels natufiàns i un altre procedent del nord-est d'Anatòlia. L'haplogrup I1b1b1b2 ha estat observat en el 75% dels individus d'Ain Ghazal analitzats, el qual també apareix en un 60% de les poblacions PPNB mostrejades fins al moment, i en la majoria dels individus del natufià amb informació genètica. L'haplogrup T1a (T-M70) s'ha registrat en els habitants del Neolític preceràmic B mitjà avançat (MPPNB/LPPNB), però no entre la població precedent, la qual cosa suggereix l'arribada de persones des del nord, on aquest haplogrup és present amb anterioritat.

## Cultura

### Estàtues

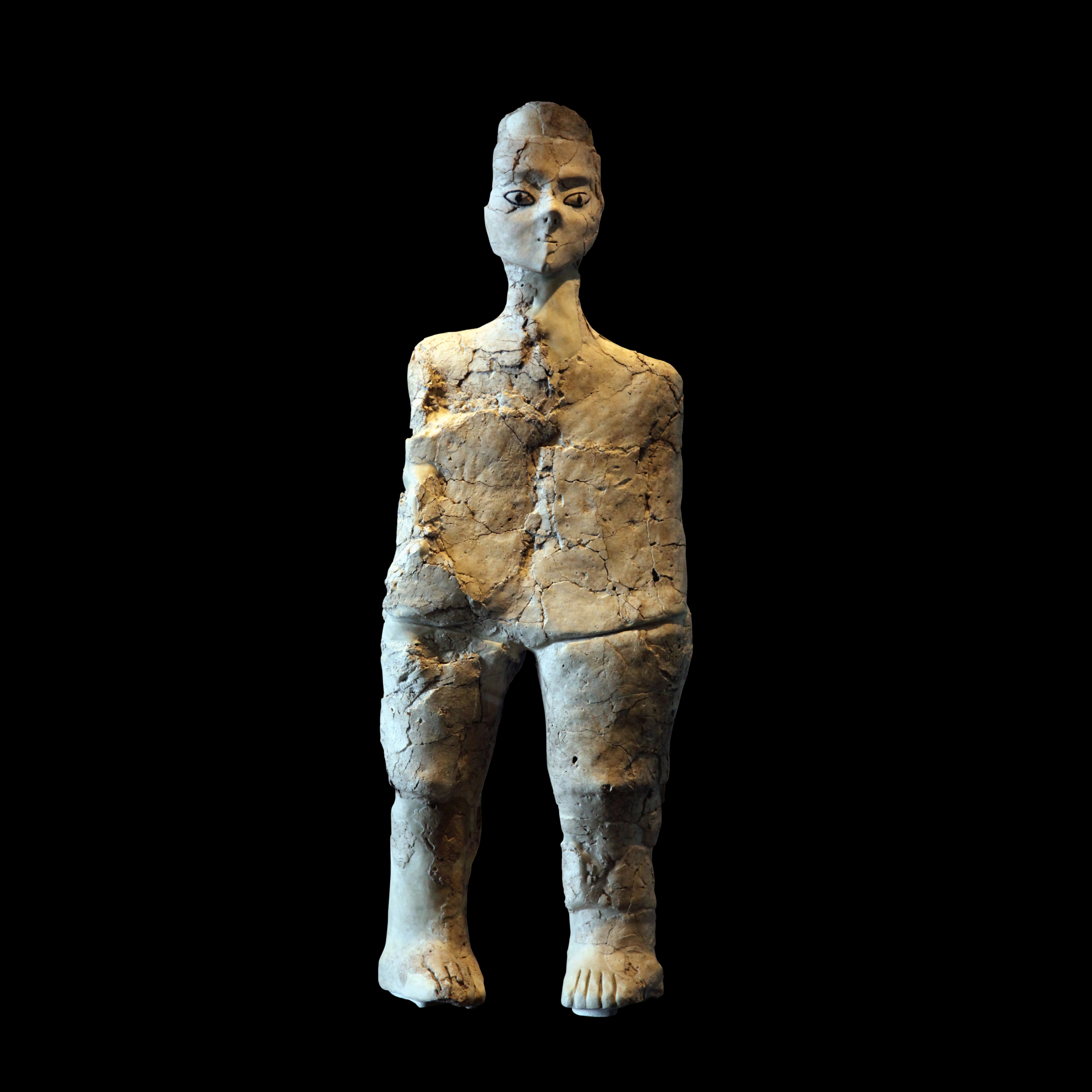
Estàtua d'Ain Ghazal

'Ain Ghazal és famós per un conjunt d'estàtues antropomorfes que es trobaren soterrades en algunes fosses al costat d'alguns edificis que pogueren haver tingut funcions rituals durant el MPPNB. Aquestes estàtues són figures humanes de grandària mitjana modelades en algeps blanc al voltant d'un nucli elaborat amb un cabdell de branques nugades. Les figures tenen pintada la roba, el cabell i, en alguns casos, tatuatges ornamentals o pintura corporal. En feren els ulls amb petxines, amb una pupil·la de betum i un iris de dioptasa. 32 d'aquestes figures es trobaren en dues fosses, 15 de completes, 15 busts i 2 caps fragmentats. Tres dels busts tenien dos caps. També hi han aparegut altres figures antropomorfes i d'animals fetes en fang. Se n'han recuperat 195 figures (40 antropomorfes i 155 d'animals) que provenen sobretot del MPPNB. El 81% de les figures pertanyen al MPPNB, mentre que el 19% es trobaren en els nivells del LPPNB i PPNC. La gran majoria de les figures representen animals domesticats durant el PPNB i algunes van ser-ne apunyalades deliberadament a les zones que representen les parts vitals, i foren després enterrades a les cases. Altres figures foren cremades i després rebutjades amb la resta de deixalles domèstiques. A més de les estàtues monumentals, aparegueren petites fitxes d'argila i pedra, algunes amb incisions de formes geomètriques o naturalistes a ‘Ain Ghazal.

### Pràctiques funeràries
Les pràctiques funeràries del PPNB són molt complexes i diverses: inclouen sepultures primàries, extracció del crani i altres ossos, i dipòsits secundaris. Moltes sepultures es feren al terra de les cases i altres, en canvi, prop dels murs d'estructures ja abandonades. Eren, en general, tombes primàries on es col·locaven els cossos en posició fetal. No en totes les sepultures es veu l'extracció del crani, la qual cosa ha portat a suggerir diferències socials entre els individus. Aquest tractament s'ha interpretat tradicionalment com una representació de rituals relacionats amb la veneració dels morts o alguna forma de «culte als avantpassats». En els darrers anys, però, també s'han plantejat hipòtesis alternatives com rituals de càstig.